# Convoi HX 8
Le convoi HX 8 est un convoi passant dans l'Atlantique nord, pendant la Seconde Guerre mondiale. Il part de Halifax au Canada le 10 novembre 1939 pour différents ports du Royaume-Uni et de la France. Il arrive à Liverpool le 25 novembre 1939.

## Composition du convoi
Ce convoi est constitué de 34 cargos :
- Royaume-Uni : 31 cargos
- Panama : 2 cargos
- France : 1 cargo

## L'escorte
Ce convoi est escorté en début de parcours par :
- les destroyers canadiens : HMCS St. Laurent et HMCS Fraser (en)
- le cuirassé britannique : HMS Revenge

## Le voyage
Les deux destroyers canadiens font demi tour le 11 novembre. Seul reste le cuirassé pour escorter le convoi. Le 20 novembre, le cuirassé quitte le convoi.
Le convoi arrive sans problème.